# Norvegia Bay
Die Norvegia Bay (norwegisch Norvegiabukta, in Chile Bahía Noruega) ist eine Bucht an der Lazarew-Küste der antarktischen Peter-I.-Insel. Sie liegt nördlich des Kap Ingrid.
Entdeckt und benannt wurde die Bucht im Februar 1929. Namensgeber ist das Schiff Norvegia, bei dessen vom norwegischen Walfangunternehmer Lars Christensen finanzierten zweiter Antarktisfahrt (1928–1929) die Besatzung die Peter-I.-Insel kartiert sowie Tiefenlotungen und Dredgearbeiten vor der Küste durchgeführt hatte.